# Edith Clements
Edith Gertrude Clements, nota anche come Edith S. Clements o Edith Schwartz Clements (Albany, 5 ottobre 1877 – Santa Barbara, 26 luglio 1971) è stata una botanica statunitense, pioniera dell'ecologia botanica, la prima donna a ricevere un dottorato di ricerca dall'Università del Nebraska.
Era sposata con il botanico Frederic Clements, con il quale ha collaborato per tutta la sua vita professionale. Insieme hanno fondato l'Alpine Laboratory, una stazione di ricerca a Pikes Peak, in Colorado. La Clements era anche un'artista botanica che ha illustrato i propri libri e le pubblicazioni congiunte con Frederic.
Entrambi i Clements erano coinvolti nello studio della fitogeografia, in particolare di quei fattori che determinano l'ecologia della vegetazione in particolari regioni, e sarebbero stati elogiati come «la più illustre squadra composta da marito e moglie dai tempi dei Curie». È impossibile districare completamente il lavoro di ognuno dei due membri della coppia durante il loro lavoro congiunto.

## Biografia

### Formazione
Edith Gertrude Schwartz nacque nel 1874 ad Albany, New York, da George Schwartz ed Emma Young. Suo padre era un confezionatore di carne di maiale di Omaha, Nebraska. Studiò all'Università del Nebraska (UNL), fu eletta nella Phi Beta Kappa e ottenne la sua laurea (Bachelor of Arts) in tedesco nel 1898. Fu anche membro dei Kappa Alpha Theta. Nel 1904 scrisse la sua tesi intitolata "The Relation of Leaf Structure to Physical Factors".
La Schwartz iniziò la sua carriera come borsista in tedesco presso l'UNL (1898-1900). Durante questo periodo, incontrò il suo futuro marito, Frederic Clements, un professore di botanica che influenzò il corso dei suoi studi universitari. A quel tempo, le università del Nebraska e del Minnesota (dove avrebbe poi insegnato) erano centri per lo studio della fitogeografia - la distribuzione geografica delle specie vegetali - e scelse di farne la sua area di specializzazione. Conseguì il dottorato in botanica nel 1904 (con un dottorato minore in filologia germanica e geologia), diventando la prima donna ad ottenere un dottorato di ricerca presso la UNL.
Edith e Frederic si sposarono nel 1899.

### Carriera

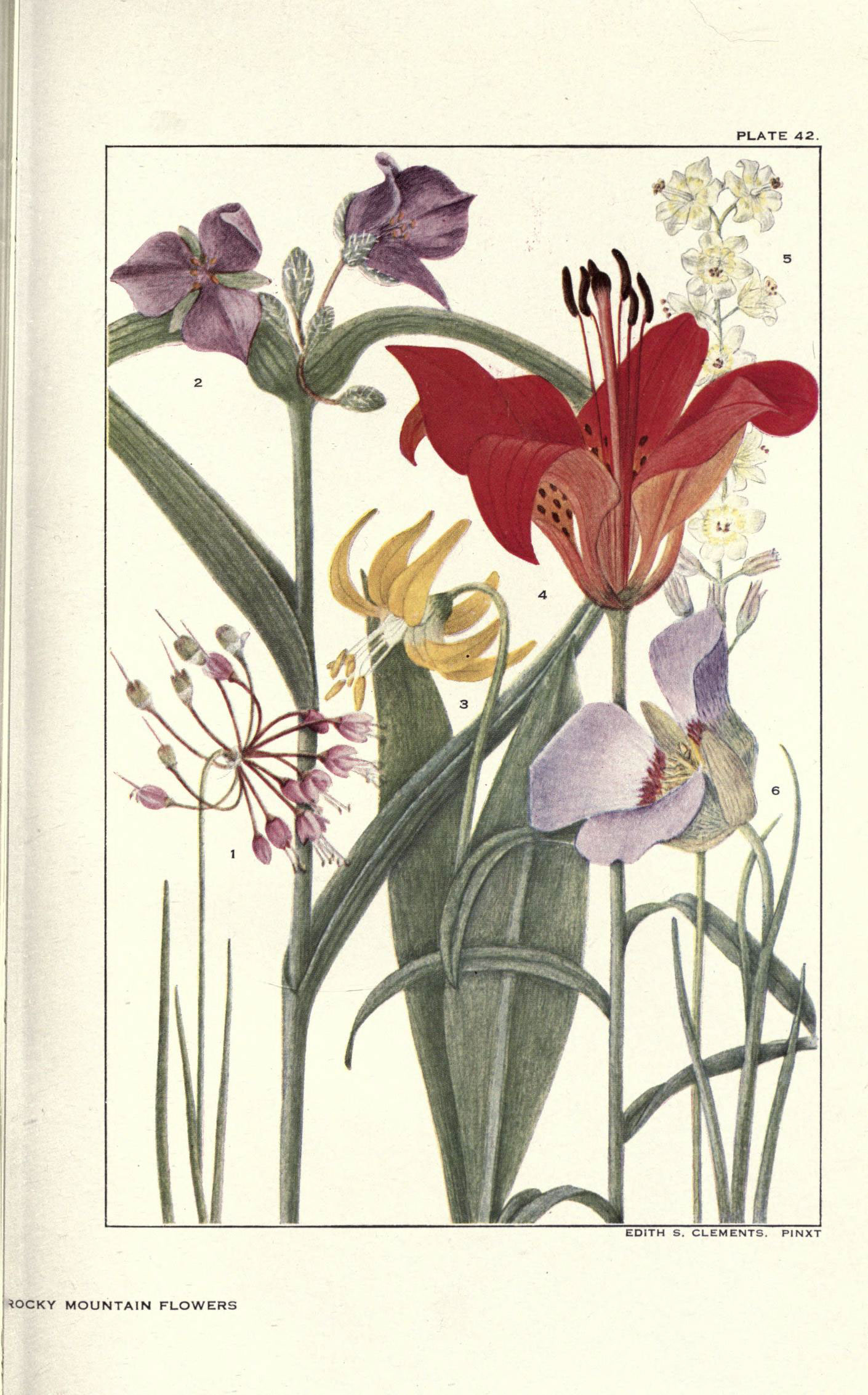
Un'illustrazione della Clements per il suo libro Rocky Mountain Flowers (tavola 42).

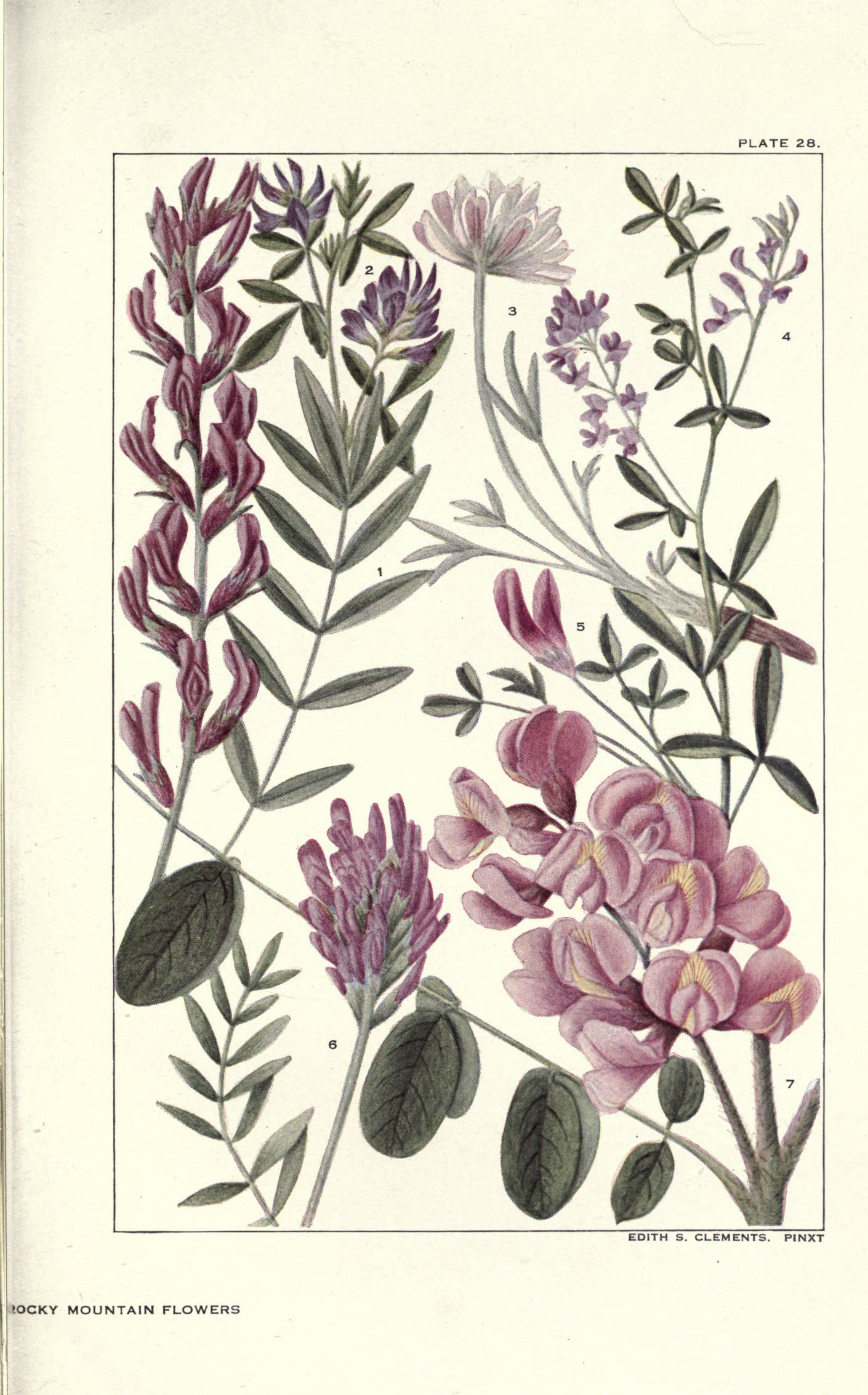
Un'illustrazione della Clements per il suo libro Rocky Mountain Flowers (tavola 28).

Dopo aver conseguito il dottorato, Clements ottenne un lavoro come assistente di botanica presso l'Università del Nevada (1904-1907), dove Frederic insegnava. Per raccogliere fondi, trascorsero diverse estati raccogliendo esemplari di piante e assemblarono l'Herbaria Formationum Coloradensium, una preziosa collezione di circa 530 esemplari di piante di montagna del Colorado accuratamente annotati e supportati da 100 fotografie. Fu pubblicato nel 1903 in 24 set che furono venduti a istituzioni scientifiche. Qualche anno dopo, realizzarono un'altra collezione con circa 615 esemplari di crittogame; questo set fu successivamente (nel 1972) pubblicato in formato cartaceo dal Giardino Botanico di New York.
Nel 1909, la Clements fu assunta come docente (instructor) di botanica dall'Università del Minnesota, a Minneapolis, dove Frederic era stato assunto due anni prima per dirigere il dipartimento di botanica. Nel 1917, Frederic smise di insegnare e iniziò a fare ricerca finanziato dalla Carnegie Institution di Washington. Per molti anni da allora in poi, il finanziamento della Carnegie Institution sostenne i loro sforzi di ricerca congiunti e la Clements fu nominata assistente sul campo dalla Carnegie Institution.
A partire dal 1917, i Clements trascorsero gli inverni facendo ricerche in due istituti di ricerca finanziati dalla Carnegie: prima al Tucson Institute in Arizona e poi (a partire dal 1925) al Coastal Laboratory di Santa Barbara, in California. Durante questo periodo, trascorsero le loro estati in una stazione botanica che svilupparono come sito per test sull'acclimatazione delle piante, l'Alpine Laboratory di Pikes Peak, in Colorado. La Clements lavorò come docente di botanica per l'Alpine Laboratory e Frederic come direttore. Durante i suoi quattro decenni di attività, in questo laboratorio formarono molti botanici ed ecologi, finché venne chiuso nel 1940. Pubblicarono sia insieme sia individualmente e la Clements usò le proprie competenze linguistiche per tradurre alcuni dei loro libri e articoli in lingue straniere.
Durante gli anni della Dust Bowl, la Clements e Frederic girarono per le Grandi Pianure e il sud-ovest degli Stati Uniti, per favorire misure di conservazione che contrastassero la perdita distruttiva di fattorie e terreni agricoli.
La Clements era un'artista botanica e illustrò una serie di loro pubblicazioni congiunte, come Rocky Mountain Flowers (1914) e Flowers of Coast and Sierra (1928), così come pubblicazioni in solitario di Frederic, tra cui Plant Succession (1916, che aveva anche aiutato a scrivere),  Adaptation and Origin in the Plant World: The Role of Environment in Evolution (1939) e Dynamics of Vegetation (1949). Nel 1916, le tavole a colori di Rocky Mountain Flowers furono pubblicate come guida autonoma per 175 dei fiori più sorprendenti della zona con il titolo Flowers of Mountain and Plain. La scrittrice Willa Cather, acuta osservatrice della natura e amica dei Clements, era una grande ammiratrice del loro lavoro. In un'intervista del 1921, la Cather osservò: «C'è un libro che avrei preferito realizzare rispetto a tutti i miei romanzi, vale a dire la Botanica sui fiori da campo del West dei Clements»" (con cui probabilmente lei si riferiva a Rocky Mountain Flowers).
Nel 1960, all'età di ottantasei anni, la Clements pubblicò un vivido libro di memorie, Adventures in Ecology: Half a Million Miles: From Mud to Macadam, in cui raccontava la storia di «due ecologisti vegetali che hanno vissuto e lavorato insieme». È estremamente rivelatore nel mostrare quanti lavori intraprese la Clements a sostegno delle spedizioni congiunte della coppia, che spaziano da autista, meccanica, cuoca e stenografa fino a fotografa, artista e botanica. In effetti, lo stesso Frederic era dell'opinione che la Clements sarebbe stata riconosciuta tra i migliori ecologisti del mondo se avesse trascorso meno tempo ad assistere la sua carriera.

Lo stile ironico della Clements è evidente in questo racconto sulla partenza di una spedizione:
Vicini amichevoli erano in giro, offrendo consigli, ammonimenti e cupe profezie, nonché scommesse sull'impossibilità di trovare spazio in una macchina per il numero spaventoso di cose che sembravano essere assolutamente indispensabili per l'impresa. Ho vinto le scommesse perché avevo un diagramma che mostrava un "posto per tutto" e alla fine avevo "tutto al suo posto". Cioè, tutto tranne una pila di frittelle zuccherate e imburrate, avanzate dalla colazione. Ginger aveva programmato di mangiarle a pranzo, ma non c'era assolutamente un posto libero per loro, e quando non stava guardando le ho messe su uno scaffale in garage.
Frederic si ritirò nel 1941 e morì nel 1945. Edith continuò a lavorare sui loro manoscritti congiunti e scrivere articoli fino alla sua morte a La Jolla nel 1971.

## Riconoscimenti
La Clements fu candidata per la Nebraska Hall of Fame nel 2012.
Un archivio presso l'Università del Wyoming, the Edith S. and Frederic E. Clements Papers ("i documenti di Edith S. e Frederic E. Clements"), comprende fotografie del periodo 1893-1944, appunti sul campo, corrispondenza scientifica, manoscritti e articoli scientifici e diari di Edith per il periodo 1907-1966. Inoltre, l'Università del Nebraska ha digitalizzato una piccola raccolta di lettere scritte dalla Clements alla sua famiglia su un viaggio del 1911 che lei e Frederic fecero in Europa per partecipare a un convegno internazionale di botanici ed ecologisti. Disponibili online, sono scritti con l'occhio tipico della Clements per i dettagli vividi e per l'abilità nella narrazione.

## Pubblicazioni parziali

### Libri
- Adventures in Ecology: Half a Million Miles: From Mud to Macadam (1960)
- Flowers of Coast and Sierra (1928)
- Flower Families and Ancestors (1928, con Frederic Clements)
- Flowers of Mountain and Plain (1916)
- Rocky Mountain Flowers (1914; con Frederic Clements)

### Altri testi
- "The Flower Pageant of the Midwest" (1939; con Frederic Clements)
- "The Relation of Leaf Structure to Physical Factors" (1905; Ph.D. dissertation) (testo completo gratuito)

### Collezioni
- Cryptogamae Formationum Coloradensium (1905-1908; con Frederic Clements; pubblicata nel 1972)
- Herbaria Formationum Coloradensium (1903; con Frederic Clements)